# ویون چندلر
ویون چندلر (فرانسوی: Vivienne Chandler‎؛ ۶ نوامبر ۱۹۴۷ – ۶ ژوئن ۲۰۱۳ (۶۵ ساله)) هنرپیشه، عکاس اهل فرانسه بود.
از فیلم‌ها یا برنامه‌های تلویزیونی که وی در آنها نقش داشته‌است می‌توان به سرت را بدزد، احمق!، قرارداد نقشه‌کش و شرلوک هلمز جوان اشاره کرد.